# Grevillea corrugata
Espèce
Classification phylogénétique
Grevillea corrugata est une espèce d'arbuste endémique d'une région près de Bindoon au sud-ouest de l'Australie-Occidentale. Il atteint entre 0,5 et 1,5 mètre de hauteur.
Il a les feuilles profondément lobées et font de 1,5 à 3 cm de long et 0,7 à 0,8 mm de large. Les fleurs blanches ou crème apparaissent d'août à septembre (de la fin de l'hiver au début du printemps) dans son aire de répartition naturelle.
L'espèce a été décrite pour la première fois par Peter Olde et Neil Marriott et leur description a été publiée dans Nuytsia en 1993. Elle est classée comme Priority One Flora (Poorly Known) par la Loi sur la conservation de la vie sauvage en Australie-Occidentale.